# Sever (priimek)
Sever je 43. najbolj pogost priimek v Sloveniji, ki ga je po podatkih Statističnega urada Republike Slovenije na dan 31. decembra 2007 uporabljalo 1.842 oseb, na dan 1. januarja 2011 pa 1.846 oseb ter je med vsemi priimki po pogostosti uporabe zavzel 42. mesto.

## Znani nosilci priimka
- Aleksander Sever, vibrafonist, tolkalec
- Andrej Sever (1879—?), urednik, časnikar (tiskar)
- Anin Sever (*1952), arhitekt
- Anton Sever (1886—1965), kipar, medaljer
- Anton Sever (1896—1980), glasbeni pedagog, kapelnik in zborovodja
- Anton Sever (letalec prekomorec)
- Bela Sever (1936—2004), geograf, urednik, publicist
- Blaž Sever, pevec, kitarist
- Borut Sever, direktor fundacije FIHO
- Brane Sever (*1958), slikar
- Cveto Sever (1948—2018), lutkar
- Dalja Sever Jurca (1927—2017), zdravnica, prevajalka
- Drago Sever (*1962), prometni strokovnjak
- Edi (Edo) Sever (1943—2020); slikar (samouk), akvarelist
- Franc Sever (*1953), fizik in strokovnjak za programsko opremo
- Franc Sever - Franta (1923—2021), partizan, letalec, gospodarstvenik
- France Sever (1897—1985), pravnik (strokovnjak za kazensko pravo)
- Gregor Sever (*1975), športnik balinar
- Hinko Sever, znan antikvar v Ljubljani
- Ivo Sever (1898—1931), dramatik in publicist
- Janez Sever (1934—2006), ekonomist, gospodarstvenik
- Janez Sever (*1965), ameriško-ruski jezuit slovenskega rodu in fotograf
- Jani Sever (*1963), novinar, urednik, filmski režiser-dokumentarist, producent, scenarist
- Janko Sever (*1951), kriminalist, politik
- Jože Sever (1928—2005), rusist, pedagog, slovaropisec, prevajalec
- Katja Sever Kržič, pevka
- Leon Sever (*1998), nogometaš
- Leopold Sever (1939—2019), učitelj, publicist, domoznanec
- Maja Sever (*1964), igralka (2.= hrvaška novinarka istega imena)
- Maja Ninalota Sever (pr.i. Mateja Sever) (*1970), slikarka
- Maks Sever (1883—1967), semenarski podjetnik
- Martin Sever (1928—1996), strojnik, izumitelj, razvojni inženir IMV
- Matjaž Sever, zdravnik hematolog
- Miháo Sever Vanečaj (1699—1750), učitelj, pisatelj (v SBL Mihael Sever)
- Miklavž Sever (1937—2021), športnik, športni delavec (Hala Tivoli, Zavod Športni park Tivoli), kegljavec
- Milan Sever (1904—1962), arhitekt, univ. profesor
- Mjuša Sever, novinarka, nevladna aktivistka
- Nina Sever, fotografinja, slikarka, ilustratorka, pisateljica
- Rihard Sever (1904—1945), elektrotehnik
- Ruža Sever Šantel (1879—1963), umetnostna vezilja
- Sandra Sever, ilustratorka
- Sava Sever (1905—1979), gledališka igralka
- Savin Sever (1927—2003), arhitekt, akademik
- Severus (Sever) (1735—1783), frančiškan, nabožni pisec
- Sonja Sever (1900—1995), mladinska pisateljica
- Stane Sever (1914—1970), gledališki in filmski igralec
- Stanislav Sever (*1935), hrvaški gozdar, univ. profesor
- Štefka Sever (1915—1994), šolnica, gimnazijska ravnateljica
- Taja Sever, ilustratorka
- Tomaž Sever (*1953), violončelist, glasbeni pedagog
- Urban Sever, glasbenik, pevec
- Valentin Sever (1903—1945), pesnik, krščanski socialist
- Valerija Sever (*1953), likovna umetnica, slikarka
- Žiga Sever (*1999), stripar